# Chefen för USA:s flotta
Chief of Naval Operations (förkortat CNO), Chefen för USA:s flotta, är den amerikanska flottans högste yrkesmilitära befattningshavare och är direkt underställd marinministern (Secretary of the Navy) som är chef för USA:s marindepartement i vilket både flottan och marinkåren ingår. CNO biträder marinministern med att upprätthålla beredskap och förmåga att upprätthålla krigsdugliga förband.
Chefen för flottan som numera alltid är en fyrstjärning amiral samt är också, förutom sin roll inom marindepartementet, även ledamot av Joint Chiefs of Staff som ger militärstrategiska råd till USA:s försvarsminister, USA:s nationella säkerhetsråd och USA:s president.

## Beskrivning
CNO biträder marinministern och dennes sekretariat i beredningen av ärenden som rör flottan, och genomför sedan verkställandet av dennes beslut. Chefen för flottan har under sig en högkvartersstab (Office of the Chief of Naval Operations, ofta benämnt som OPNAV), och biträds av en vicechef (Vice Chief of Naval Operations) som även denne är en 4-stjärning amiral och som även ersätter vid vakans i ämbetet.
Chefen för flottan saknar, liksom marinministern, operativt befäl över flottans fartyg och förband som tilldelats försvarsgrensövergripande militärkommandon, då den operativa kommandokedjan går från presidenten via försvarsministern till dessa befälhavare.
Fram till 1958 hade Chief of Naval Operations, som namnet antyder, operativt befäl över flottans stridskrafter, men dessa försvann i och med Department of Defense Reorganization Act of 1958 som antogs av kongressen på uppmaning av president Dwight Eisenhower. Amiral Arleigh Burke som var den siste med operativt befäl i rollen har även kallats för "The Last CNO". Chefen för flottans roll är, namnet till trots, mer att likna med en stabschef eller COO än en befälhavare. 
Chefen för flottan som numera alltid är en 4-stjärning amiral samt är också, förutom sin roll inom marindepartementet, ledamot av Joint Chiefs of Staff (JCS).

## Kronologisk lista över Chiefs of Naval Operations 1915-idag

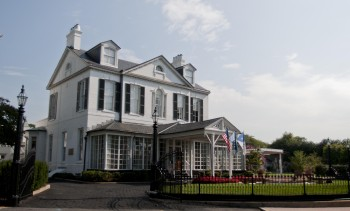
Tingey House, tjänstebostaden inne på Washington Navy Yard.

|    | Namn (Levnad)                      | Bild | Tillträdde        | Avgick            | Notering                                                                                                | Ref           |
| -- | ---------------------------------- | ---- | ----------------- | ----------------- | --- | ------------- |
| 1  | William S. Benson (1855–1932)      |      | 11 maj 1915       | 25 september 1919 | | [ 8 ]         |
| 2  | Robert E. Coontz (1864–1935)       |      | 1 november 1919   | 21 juli 1923      | | [ 9 ]         |
| 3  | Edward W. Eberle (1864–1929)       |      | 21 juli 1923      | 14 november 1927  | | [ 10 ]        |
| 4  | Charles F. Hughes (1866–1934)      |      | 14 november 1927  | 17 september 1930 | | [ 11 ]        |
| 5  | William V. Pratt (1869–1957)       |      | 17 september 1930 | 30 juni 1933      | | [ 12 ]        |
| 6  | William H. Standley (1872–1963)    |      | 1 juli 1933       | 1 januari 1937    | | [ 13 ]        |
| 7  | William D. Leahy (1875–1959)       |      | 2 januari 1937    | 1 augusti 1939    | Puerto Ricos guvernör 1939–1940 USA:s ambassadör i Frankrike 1941–1942 Presidentens stabschef 1942–1949 | [ 14 ]        |
| 8  | Harold R. Stark (1880–1972)        |      | 1 augusti 1939    | 2 mars 1942       | | [ 15 ]        |
| 9  | Ernest J. King (1878–1956)         |      | 2 mars 1942       | 15 december 1945  | | [ 16 ]        |
| 10 | Chester W. Nimitz (1885–1966)      |      | 15 december 1945  | 15 december 1947  | | [ 17 ]        |
| 11 | Louis E. Denfeld (1891–1972)       |      | 15 december 1947  | 2 november 1949   | | [ 18 ]        |
| 12 | Forrest P. Sherman (1896–1951)     |      | 2 november 1949   | 22 juli 1951      | | [ 19 ]        |
| 13 | William M. Fechteler (1896–1967)   |      | 16 augusti 1951   | 17 augusti 1953   | | [ 20 ]        |
| 14 | Robert B. Carney (1895–1990)       |      | 17 augusti 1953   | 17 augusti 1955   | | [ 21 ]        |
| 15 | Arleigh A. Burke (1901–1996)       |      | 17 augusti 1955   | 1 augusti 1961    | Medgrundare 1962 till tankesmedjan CSIS                                                                 | [ 22 ] [ 23 ] |
| 16 | George W. Anderson Jr. (1906–1992) |      | 1 augusti 1961    | 1 augusti 1963    | USA:s ambassadör i Portugal 1963–1966                                                                   | [ 24 ] [ 25 ] |
| 17 | David L. McDonald (1906–1997)      |      | 1 augusti 1963    | 1 augusti 1967    | | [ 26 ]        |
| 18 | Thomas H. Moorer (1912–2004)       |      | 1 augusti 1967    | 1 juli 1970       | USA:s försvarschef 1970–1974                                                                            | [ 27 ]        |
| 19 | Elmo Zumwalt (1920–2000)           |      | 1 juli 1970       | 29 juni 1974      | | [ 28 ]        |
| 20 | James L. Holloway III (1922–2019)  |      | 29 juni 1974      | 1 juli 1978       | | [ 29 ]        |
| 21 | Thomas B. Hayward (1924–2022)      |      | 1 juli 1978       | 30 juni 1982      | | [ 30 ]        |
| 22 | James D. Watkins (1927–2012)       |      | 30 juni 1982      | 30 juni 1986      | USA:s energiminister 1989–1993                                                                          | [ 31 ]        |
| 23 | Carlisle A.H. Trost (1930–2020)    |      | 1 juli 1986       | 29 juni 1990      | | [ 32 ]        |
| 24 | Frank B. Kelso II (1933–2013)      |      | 29 june 1990      | 23 april 1994     | Kelso var även tillförordnad marinminister under första halvan av 1993.                                 | [ 33 ]        |
| 25 | Jeremy M. Boorda (1939–1996)       |      | 23 april 1994     | 16 maj 1996       | Begick självmord i residenset på Washington Navy Yard.                                                  | [ 34 ] [ 35 ] |
| 26 | Jay L. Johnson (född 1946)         |      | 16 maj 1996       | 21 juli 2000      | Koncernchef för General Dynamics 2010–2012                                                              | [ 36 ] [ 37 ] |
| 27 | Vern Clark (född 1944)             |      | 21 juli 2000      | 22 juli 2005      | | [ 38 ]        |
| 28 | Michael G. Mullen (född 1946)      |      | 22 juli 2005      | 29 september 2007 | USA:s försvarschef 2007–2011                                                                            | [ 39 ]        |
| 29 | Gary Roughead (född 1951)          |      | 29 september 2007 | 23 september 2011 | | [ 40 ]        |
| 30 | Jonathan W. Greenert (född 1953)   |      | 23 september 2011 | 18 september 2015 | | [ 41 ]        |
| 31 | John M. Richardson (född 1960)     |      | 18 september 2015 | 22 augusti 2019   | | [ 42 ]        |
| 32 | Michael M. Gilday (född 1962)      |      | 22 augusti 2019   | 14 augusti 2023   | | [ 43 ]        |
| 33 | Lisa M. Franchetti (född 1964)     |      | 2 november 2023   | inkumbent         | Var tillförordnad från 14 august 2023.                                                                  |               |